# LU-11
La LU-11 es una autovía urbana por el sureste de Lugo comunicado entre la Avenida de Madrid y la rotonda de la carretera N-6 en Nadela. Conecta con las autovías A-6, A-54 y las otras vías como la carretera autonómica LU-546 y el corredor CG-2.2. Consta 4,5 kilómetros de longitud, la velocidad limita a 100 km/h.
Ha construido en el año 2009, como duplicación de la antigua carretera nacional N-6 para aumentar la capacidad del tráfico al acceso al sur de Lugo a través de la Avenida de Madrid en Tolda de Castilla.
Las características de esta autovía urbana tiene 2 carriles por sentido, en algunos tramos limita a 40 km/h por las rotondas. Cuenta con 3 rotondas y el nudo con la Avenida de Madrid (Lugo).

## Tramos
| Denominación | Tramo                                      | Kilómetros | Año servicio |
| ------------ | ------------------------------------------ | ---------- | ------------ |
| LU-11        | N-6 A-6 (Nadela) - N-6 (Tolda de Castilla) | 4,5        | 2009         |

## Trazado
| Velocidad | Esquema | Salida | Sentido Tolda de Castilla (N-6)                                                       | Carriles | Sentido Nadela (N-6) | Carretera | Notas |
| --------- | ------- | ------ | ------------------------------------------------------------------------------------- | -------- | --- | --------- | ----- |
|           |         |        | Comienzo de la Autovía urbana LU-11 Procede de: N-6                                   |          | Fin de la Autovía urbana LU-11 Incorporación final: N-6 Dirección final: A-6 La Coruña Madrid A-54 Orense Santiago de Compostela N-6 Corgo CG-2.2 Sarria Monforte de Lemos LU-546 Santa Comba N-6 Nadela | N-6       |       |
|           |         |        |                                                                                       |          | Nadela | N-6       |       |
|           |         |        | vía de servicio LU-P-2904 Páramo vía de servicio N-6 N-547 N-540 Lugo vía de servicio |          | vía de servicio A-6 La Coruña Madrid vía de servicio LU-P-2904 Páramo vía de servicio | LU-P-2904 |       |
|           |         |        | Anguieiro                                                                             |          | Anguieiro Conturiz |           |       |
|           |         |        | vía de servicio Lugo LU-P-2910 Bosende vía de servicio                                |          | LU-P-2910 Bosende Bóveda A-6 Madrid La Coruña vía de servicio | LU-P-2910 |       |
|           |         |        |                                                                                       |          | Estación de servicio Repsol Tolda de Castilla |           |       |
|           |         |        | Lugo Avda. de Madrid                                                                  |          | |           |       |
|           |         |        | N-6 La Coruña N-540 Orense N-547 Santiago de Compostela                               |          | Inicio de la Autovía LU-11 | N-6       |       |